# Papuzilla laeteviridis
Espèce
Classification phylogénétique
Papuzilla laeteviridis est une espèce de plantes du genre Papuzilla et de la famille des Brassicaceae.
Le genre Papuzilla est considéré comme un synonyme de Lepidium.